# Bothriurus mochaensis
Espèce
Bothriurus mochaensis est une espèce de scorpions de la famille des Bothriuridae.

## Distribution
Cette espèce est endémique de la région du Biobío au Chili. Elle se rencontre sur l'île Mocha.

## Étymologie
Son nom d'espèce, composé de mocha et du suffixe latin -ensis, « qui vit dans, qui habite », lui a été donné en référence au lieu de sa découverte, l'île Mocha.

## Publication originale
- Cekalovic, 1982 : Los escopiones de la Isla Mocha, Chile con la descripcion de una nueva especie (Scorpiones, Bothriuridae). Boletin de la Sociedad de Biologia de Concepcion, vol. 53, p. 41-46 (texte intégral).